# Rafael Coello y Oliván
Rafael Coello de Portugal i Oliván (Madrid, 24 d'octubre de 1868-Madrid, 14 d'abril de 1953) va ser un polític espanyol.

## Biografia
Net de Diego Coello de Portugal y Quesada i fill del comte de Coello de Portugal; ingressa a l'Acadèmia General Militar d'on surt amb la graduació de cadet en 1886. Aviat entra en combat prenent part en la primera campanya de Melilla en 1892, en la de Cuba durant la guerra hispano-estatunidenca de 1898 i com a cap d'Estat Major en la guerra del Rif de 1909. Succeí més tard al seu pare en el títol nobiliari familiar.
Era coronel d'Estat Major en 1921 quan fou nomenat ministre de la Governació en el cinquè govern d'Antoni Maura i Montaner, càrrec que exerceix durant set mesos.